# Honoré Méro
Honoré Joseph Méro (Cannes, 16 novembre 1736 -  Provence, 15 novembre 1784)  foi um poeta francês.
Seu pai, François Méro, segundo testifica Nota do Editor, presente no rodapé a página 69 da sua obra Odes Anacréontiques, Contes en vers (Londres – 1781), foi por diversas vezes eleito prefeito pela Comunidade de Cannes, tendo ainda exercido, mediante credenciamento do Rei da França, a função de Médico na guarnição da Ilha de Santa Margarida.
Ainda jovem publicou o poema épico Cosme de Médicis, Grand Duc de Toscane ou La Nature Outragée et Vengée par Le Crime (Gueffier – Paris – 1774), mercê de Privilège du Roi expedido em 3 de dezembro de 1773.
Acerca dessa obra leu-se no Jornal de Belas-Artes e Ciência, edição do mês de março de 1774: “M. Méro, inspirado por uma imaginação fecunda, encontrou uma forma inovadora de construir um Poema Épico, sem tomar emprestados os modelos consagrados na Ilíada, na Eneida e no Jerusalém. É um poema quase inteiramente ficcional. Eis uma obra cujo plano merece encorajamento e que demonstra o talento de um jovem autor”.
Já o Gazzete Universelle de Littérature, jornal impresso em Deux Ponts, registrou: “Eis uma ação que, no cerne, parecia só se prestar a ser objeto de uma tragédia; o poeta, contudo, deu-lhe o caráter e a marcha de Epopéia, por suas ficções e por seus episódios. É o primeiro trabalho do autor; ele revela talentos que merecem ser encorajados”.
Sacrificado por uma saúde frágil, Honoré Méro teve vida cura, o que lhe impediu de concluir o Poema Épico La Nouvelle Alceste.

## Obras
- Cosme de Médicis, Grand Duc de Toscane (Paris, Gueffier, 1774)
- Odes Anacréontiques, Contes en Vers (Londres, 1781)